# Кваранта, Феличе
Феличе Кваранта (итал. Felice Quaranta; 14 мая 1910, Турин — 24 апреля 1992, Турин) — итальянский композитор и музыкальный педагог.
В 1954—1969 гг. профессор композиции Туринской консерватории. В 1969—1976 гг. возглавлял консерваторию Алессандрии, затем в 1977—1978 гг. директор Туринской консерватории.
Автор оперы «Без названия» (лат. Sine Nomine; 1978), кантат «Саул» (1930), «Охота» (итал. Caccia; 1940), «Псалом XXIII» (1948), «Святой Гавриил» (1971), «Святой Михаил» (1976). Для фортепиано со струнным оркестром написал концертное каприччио (1946) и концерт (1961), охарактеризованные М. Хинсоном как неоклассические; есть также концерт для клавесина и струнных (1976).